# Kłamstwa (serial telewizyjny)
Kłamstwa – serial telewizyjny (dramat, thriller) koprodukcji brytyjskiej stacji telewizyjnej ITV oraz amerykańskiej sieci telewizyjnej Sundance TV, którego twórcami są Harry Williams oraz Jack Williams. Serial jest emitowany od 11 września 2017 roku przez ITV, natomiast w Polsce będzie od 15 listopada 2017 roku przez HBO3.

## Fabuły
Serial opowiada o Laurze, nauczycielce, która niedawno zakończyła swój długoletni związek. Pewnego dnia postanawia iść na randkę z Andrew Earlhamem, szanowanym chirurgiem oraz ojcem jednego z jej uczniów. Ta jedna noc zmienia jej życie w piekło. Laura zostaje zgwałcona przez Andrew, ale nic nie pamięta, nie może udowodnić podania jej pigułki gwałtu.

## Obsada
- Joanne Froggatt jako Laura Nielson[3]
- Ioan Gruffudd jako Andrew Earlham[3]
- Zoe Tapper jako Katy Sutcliffe
- Warren Brown jako Tom Bailey
- Richie Campbell jako Liam Sutcliffe
- Jamie Flatters jako Luke Earlham
- Shelley Conn jako Vanessa Harmon
- Danny Webb jako DS Rory Maxwell,

## Odcinki
| Sezon | Odcinki | Oryginalna emisja w ITV | Oryginalna emisja w ITV | Oryginalna emisja w HBO3 | Oryginalna emisja w HBO3 | Oryginalna emisja w HBO3 |
| Sezon | Odcinki | Premiera sezonu         | Finał sezonu            | Premiera sezonu          | Finał sezonu             |                          |
| ----- | ------- | ----------------------- | ----------------------- | ------------------------ | ------------------------ | ------------------------ |
| 1     | 6       | 11 września 2017        | 16 października 2017    | 15 listopada 2017        | 20 grudnia 2017          |                          |

### Sezon 1 (2017)
| Nr | # | Tytuł               | Reżyseria      | Scenariusz                    | Premiera w ITV       | Premiera w HBO3   |
| -- | - | ------------------- | -------------- | ----------------------------- | -------------------- | ----------------- |
| 1  | 1 | The Date            | James Strong   | Harry Williams, Jack Williams | 11 września 2017     | 15 listopada 2017 |
| 2  | 2 | I Know You're Lying | James Strong   | Harry Williams, Jack Williams | 18 września 2017     | 22 listopada 2017 |
| 3  | 3 | White Rabbit        | James Strong   | Harry Williams, Jack Williams | 25 września 2017     | 29 listopada 2017 |
| 4  | 4 | Catherine           | Samuel Donovan | Harry Williams, Jack Williams | 2 października 2017  | 6 grudnia 2017    |
| 5  | 5 | Check Mate          | Samuel Donovan | Harry Williams, Jack Williams | 9 października 2017  | 13 grudnia 2017   |
| 6  | 6 | The Marshes         | Samuel Donovan | Harry Williams, Jack Williams | 16 października 2017 | 20 grudnia 2017   |

## Produkcja
30 września 2016 roku, stację ITV i Sundance TV zamówiły pierwszy sezon serialu, w którym główną rolę zagrają: Joanne Froggatt i Ioan Gruffudd
22 października 2017 roku, stacja ITV przedłużyła serialu o 2 sezon, którego premiera jest zaplanowana na 2019 roku.